# Henry Beck
Henry E. Murphy Beck (* 6. Juni 1986 in Waterville, Maine) ist ein US-amerikanischer Anwalt und Politiker. Seit 2019 ist er amtierender Maine State Treasurer.

## Leben
Beck wurde 1986 in Waterville geboren. Er besuchte die Mt. Merici Catholic School und die Waterville Senior High School. Danach studierte er am Colby College. An der School of Law der University of Maine machte er seinen Abschluss. Beck arbeitete als Rechtsanwalt mit privater Kanzlei. Zudem erlangte er einen Abschluss an der Muskie School of Public Service. Seine politische Karriere startete er im Waterville City Council im Jahr 2005. 2008 wurde er als Mitglied der Demokratischen Partei ins Repräsentantenhaus von Maine gewählt und vertrat dort Waterville und Oakland. Zu der Zeit studierte er noch am Colby College.
Am 6. Dezember 2018 wurde er als Nachfolger von Terry Hayes zum Maine State Treasurer gewählt. Das Amt trat er am 2. Januar 2019 an.